# Недјеља (филм)
Недјеља је југословенски филм из 1969. године. Режирао га је Лордан Зафрановић који је заједно са Живком Јеличићем написао и сценарио.

## Радња
Радња филма се дешава у Сплиту. Недеља је. Након јутарњег односа с девојком, младић се придружује тројици својих пријатеља и они читавог дана лутају од једне до друге градске тачке, од једне до друге ситуације, све док на крају не отму градски аутобус и сукобе се с милицајцем који је покушао интервенисати у том догађају.

## Улоге
| Глумац            | Улога                       |
| ----------------- | --------------------------- |
| Горан Марковић    | Иван                        |
| Драгомир Чумић    | Пусо                        |
| Мартин Црвелин    | Саша                        |
| Гордан Пицуљан    | Младен                      |
| Анте Думанић      | Тино                        |
| Нада Абрус        | Марија                      |
| Реља Башић        | Кућевласник                 |
| Антун Налис       | Имбецил                     |
| Миа Оремовић      | Тинова мајка                |
| Олга Пивач        | Жена кућевласника           |
| Дује Пилић        | Старац опседнут распуклином |
| Јасна Гргеч       | Девојка рођена из чарапе    |
| Катја Цвитић      | Жена из саркофага           |
| Тјешивој Циноти   | Ћелавко са свецима          |
| Јосип Радовић     | Човек с хоботницом          |
| Душан Бошњак      | Старчић за мраморним столом |
| Иво Милолажа      | Слепац у колицима           |
| Анте Коломбатовић | Пијанац са Перистила        |
| Иво Доргати       | Младић у кожном капуту      |
| Рако Лукица       | Младић са гитаром           |
| Марио Фабрис      | Трећи хулиган               |
| Анушка Чурков     | Конобарица у кавани         |

Остале улоге  ▼
| Глумац           | Улога                   |
| ---------------- | ----------------------- |
| Вања Грегорет    | Благајница у кафани     |
| Фрањо Црљен      | Милиционер              |
| Тончи Папић      | Пропали глумац          |
| Божидар Враницки | Путник у аутобусу       |
| Невенка Мистрић  | Лепотица у аутобусу     |
| Миливој Цициљани | Човек на клупи          |
| Власта Цициљани  | Жена на клупи           |
| Марија Абрус     | Жена из аутобуса        |
| Дује Десница     | Морнар из аутобуса      |
| Симе Зелић       | Пензионер из аутобуса   |
| Славе Кузманић   | Болничар                |
| Игор Станић      | Болничар                |
| Виктор Маргот    | Морепловац              |
| Анита Казимир    | Проститутка             |
| Анита Лимардон   | Проститутка             |
| Јованка Зидић    | Девојчица из звоника    |
| Фране Катунарић  | Клошар са Перистила     |
| Тонка Сајдл      | Мајка Деце код Имбецила |
| Ахмед Зехир      | Дете                    |
| Тахир Зехир      | Дете                    |